# Heide (stacja kolejowa)
Heide – stacja kolejowa w Heide, w kraju związkowym Szlezwik-Holsztyn, w Niemczech. Znajduje się tu 5 peronów.